# Sotalol
Sotalol là một loại thuốc dùng để điều trị và ngăn ngừa nhịp tim bất thường. Nó chỉ được khuyến cáo ở những người có nhịp tim bất thường đáng kể do tác dụng phụ nghiêm trọng. Bằng chứng không hỗ trợ giảm nguy cơ tử vong khi sử dụng lâu dài. Nó được uống bằng miệng hoặc tiêm vào tĩnh mạch.
Các tác dụng phụ thường gặp bao gồm nhịp tim chậm, đau ngực, huyết áp thấp, cảm thấy mệt mỏi, chóng mặt, khó thở, khó nhìn, nôn mửa và sưng. Các tác dụng phụ nghiêm trọng khác có thể bao gồm kéo dài QT, suy tim hoặc co thắt phế quản. Sotalol là một thuốc chẹn thụ thể beta-adrenergic không chọn lọc, có cả hai đặc tính chống loạn nhịp nhóm II và III.
Sotalol được mô tả lần đầu tiên vào năm 1964 và được đưa vào sử dụng y tế vào năm 1974. Nó là có sẵn như là một loại thuốc tổng quát. Một tháng cung cấp ở Vương quốc Anh tiêu tốn của NHS khoảng 5 £ vào năm 2019. Tại Hoa Kỳ, chi phí bán buôn của số tiền này là khoảng 11 USD. Năm 2016, đây là loại thuốc được kê đơn nhiều thứ 270 ở Hoa Kỳ với hơn một triệu đơn thuốc.

## Sử dụng trong y tế
Theo Mỹ FDA, sotalol có thể được hợp lệ sử dụng để duy trì một bình thường nhịp tim ở những người bị đe dọa tính mạng loạn nhịp thất (ví dụ, nhịp nhanh thất), hoặc rất có triệu chứng rung tâm nhĩ hoặc cuồng nhĩ. Do nguy cơ tác dụng phụ nghiêm trọng, FDA tuyên bố rằng sotalol thường được dành riêng cho những người bị rối loạn nhịp thất gây nguy hiểm đến tính mạng, hoặc chứng rung / rung có thể được giải quyết bằng cách sử dụng phương pháp Valsalva hoặc phương pháp đơn giản khác.

## Chống chỉ định
Theo FDA, không nên sử dụng sotalol ở những người có nhịp tim khi thức dậy thấp hơn 50 nhịp mỗi phút. Nó không nên được sử dụng ở những người mắc hội chứng xoang bị bệnh, hội chứng QT dài, sốc tim, suy tim không kiểm soát, hen suyễn hoặc một tình trạng phế quản liên quan hoặc những người có kali huyết thanh dưới 4 meq/L. Nó chỉ nên được sử dụng ở những người có khối AV độ hai và độ ba nếu có máy tạo nhịp tim hoạt động.
Vì sotalol được loại bỏ khỏi cơ thể qua thận, nên không được sử dụng ở những người có tốc độ thanh thải creatinin dưới 40 ml / phút. Nó cũng được bài tiết qua sữa mẹ, vì vậy các bà mẹ không nên cho con bú trong khi dùng sotalol.
Vì sotalol kéo dài khoảng QT, FDA khuyến cáo không nên sử dụng kết hợp với các thuốc khác kéo dài khoảng QT. Các nghiên cứu đã tìm thấy các tác dụng phụ nghiêm trọng phổ biến hơn ở những người sử dụng digoxin, có thể là do suy tim từ trước ở những người này. Cũng như các thuốc chẹn beta khác, nó có thể tương tác với các thuốc chẹn kênh calci, thuốc khử catecholamine, insulin hoặc thuốc trị đái tháo đường, thuốc chủ vận beta2 adrenergic và clonidine.
Một số bằng chứng cho thấy nên tránh dùng sotalol trong tình trạng suy tim với phân suất tống máu giảm (dẫn đến việc tim ép ít máu ra khỏi tuần hoàn với mỗi bơm) do tăng nguy cơ tử vong.

## Lịch sử
Sotalol lần đầu tiên được tổng hợp vào năm 1960 bởi Công ty Dược phẩm Mead-Johnson. Ban đầu nó được công nhận về tác dụng hạ huyết áp và khả năng giảm các triệu chứng đau thắt ngực. Nó được cung cấp ở Anh và Pháp năm 1974, Đức năm 1975 và Thụy Điển năm 1979. Nó được sử dụng rộng rãi vào những năm 1980. Vào những năm 1980, tính chất chống loạn nhịp của nó đã được phát hiện. Hoa Kỳ đã phê duyệt loại thuốc này vào năm 1992.

## Tên thương hiệu
Tên thương mại của Sotalol bao gồm Betapace và Betapace AF (Berlex Laboratories), Sotalex và Sotacor (Bristol-Myers Squibb) và Sotylize (Arbor Pharmaceuticals).